# Stanisław Młodożeniec

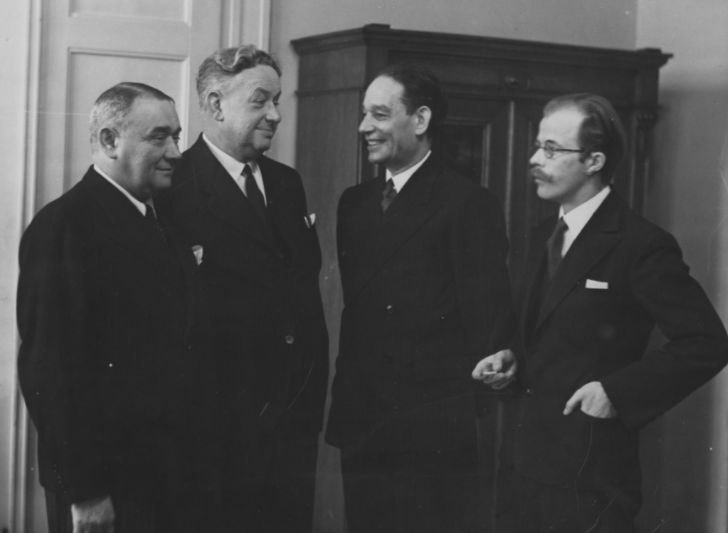
Towarzystwo Uniwersytetu Ludowego w Warszawie (1937). Stoją od lewej: Stefan Jaracz, Aleksander Zelwerowicz, Stanisław Młodożeniec i Wojciech Skuza

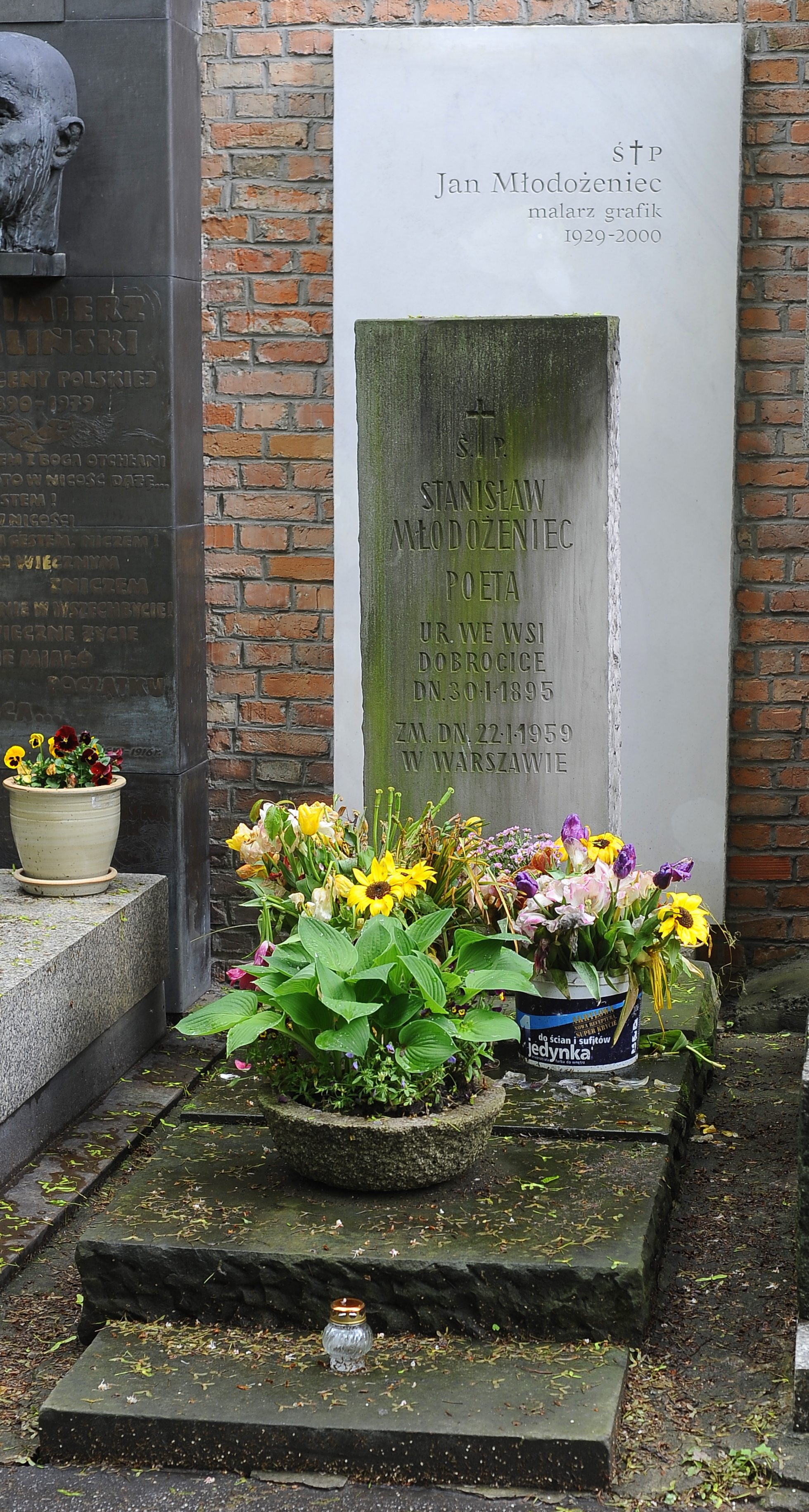
Grób Stanisława Młodożeńca na cmentarzu Powązkowskim w Warszawie

Stanisław Młodożeniec (ur. 31 stycznia 1895 w Dobrocicach, zm. 21 stycznia 1959 w Warszawie) – poeta, współtwórca futuryzmu, ojciec Jana Młodożeńca. Pseudonimy: Jan Chmurek, Jan Rut, Karol, K. Mrozek i K. Wnuk.

## Życiorys
Pochodził z zamożnej rodziny chłopskiej. Był jednym z sześciorga dzieci Łukasza i Józefy z Siudaków. W latach 1906–1914 uczęszczał do Gimnazjum w Sandomierzu, gdzie uzyskał świadectwo dojrzałości. Jako uczeń współredagował tajne pisemko „Nasze” i pełnił funkcję drużynowego tajnej drużyny skautów im. gen. M. Sokolnickiego, pierwszej w tym mieście. W roku 1915 znalazł się w Rosji. Był naocznym świadkiem wydarzeń rewolucyjnych z 1917 roku. Odezwały się one silnym echem w wierszach składających się na futurystyczny debiut poetycki („Z Moskwy”, „Anarchiści”). Do kraju powrócił w czerwcu 1918 roku. W październiku tego roku rozpoczął studia na UJ, które przerywał dwukrotnie z powodu służby wojskowej: w Legii Akademickiej, a następnie podczas wojny polsko-bolszewickiej w kompanii łączności 1 pułku strzelców podhalańskich. Wziął czynny udział w akcji plebiscytowej na Spiszu i Orawie w 1919 roku.
Z Brunonem Jasieńskim powrócił do ojczyzny i tu zaprzyjaźnił się z malarzem i poetą Tytusem Czyżewskim oraz z pozostałymi członkami awangardowego ugrupowania artystycznego „Formiści”. Spotykał się z nimi w kawiarni „Esplanada”. Na przełomie 1919/1920 roku wspólnie z Czyżewskim i Jasieńskim założył Klub Futurystów „Katarynka” i zorganizował z nimi pierwszy wieczór poezji futurystycznej w Krakowie. Następnie brał udział w zbiorowych wystąpieniach futurystów na terenie Warszawy i innych miast Polski. Współuczestniczył w głównych publikacjach futuryzmu polskiego („Nuż w bżuhu – jednodńuwka futurystuw”). W roku 1921 opublikował tomik „Kreski i Futureski”, który stanowił jego debiut książkowy. Podjął współpracę z redagowaną przez Tadeusza Peipera „Zwrotnicą”, w której pierwszym numerze zamieścił programowy wiersz „Wyskok”. Następne tomiki poetyckie to „Kwadraty", „Niedziela”, „Futuro-gamy” i „Futuro-pejzaże”.
W 1922 roku ukończył studia na UJ i opuścił Kraków. Do wybuchu II wojny światowej był nauczycielem gimnazjalnym. Uczył języka polskiego w Kielcach, następnie w Gimnazjum Państwowym im. J. Zamoyskiego w Zamościu. W 1925 roku zamieszkał w Warszawie i uczył w  I Państwowym Gimnazjum i Liceum im. Stefana Batorego w Warszawie (w latach 1928-1939), Gimnazjum i Liceum im. J. Poniatowskiego, Gimnazjum i Liceum im. N. Żmichowskiej i prywatnym Gimnazjum i Liceum J. Kowalczykówny („Szkoła na Wiejskiej”) oraz prowadził działalność literacką i społeczną. Na łamach „Tygodnika Ilustrowanego” debiutował w 1925 roku jako prozaik opowiadaniem pt. „Jak się w Pietrkowy serce rozszerzyło"” Nawiązał stałą współpracę z „Kurierem Warszawskim”. W 1926 roku zdobył nagrodę w konkursie „Czasu” za nowelę „Wyścigi”. W prasie codziennej i tygodniowej opublikował wiele opowiadań o tematyce wiejskiej. Problematyce chłopskiej poświęcił również powieść „Na Budzeniu”. Jednocześnie pisał utwory sceniczne, np. „Heród”. Zamieszczał także recenzje teatralne pod ps. „J. Chmurek” na łamach „Gońca Warszawskiego”. Podjął też poetycką twórczość dla dzieci. Uprawiał także publicystykę. Łączyła go przyjaźń również ze środowiskiem malarzy, zwłaszcza z grupą „Kapistów” i ludzi teatru (Irena Solska, Stefan Jaracz).
W połowie lat 30. zacieśnił nawiązaną wcześniej współpracę z ZMW RP „Wici” i jego organami prasowymi. Był autorem słów popularnego hymnu wiciowego „Do niebieskich pował”. W 1936 roku został prezesem Komisji Prasowej Związku, a w roku 1937 Walny Zjazd Delegatów wybrał go na zastępcę członka Zarządu Głównego ZMW RP „Wici”. Wielokrotnie brał udział w spotkaniach literackich z chłopską publicznością.
Zmobilizowany w 1939 roku jako szeregowy żołnierz wojsk łączności, 19 września przeszedł ze swoim oddziałem na Węgry, gdzie został internowany. W czerwcu 1940 roku uciekł do Jugosławii. Wkrótce przedostał się przez Konstantynopol do Syrii i rozpoczął służbę w szeregach Samodzielnej Brygady Strzelców Karpackich. Przebywał z oddziałami Brygady w Palestynie i Egipcie. Ułożył słowa pieśni Brygady. Swą twórczość w tym okresie związał z teatrem żołnierskim. Napisał „Lajkonika w piramidach”, widowisko wystawione w obozie wojskowym pod Aleksandrią. W sierpniu 1941 został urlopowany z wojska, by objąć redakcję „Gazety Polskiej” w Jerozolimie. W czerwcu 1942 roku wyjechał do Londynu i rozpoczął pracę w dziale propagandy Ministerstwa Spraw Wewnętrznych rządu emigracyjnego. W listopadzie tego roku objął redakcję reaktywowanego w Londynie „Zielonego Sztandaru”. Od końca listopada 1943 roku do czerwca 1944 roku Młodożeniec był pracownikiem tajnej radiostacji polskiej „Świt” nadającej audycje z terytorium Wielkiej Brytanii, a w latach powojennych nawiązał współpracę z Radiem Wolna Europa.
Ciężko chory powrócił do kraju w kwietniu 1957 roku i zamieszkał w Warszawie. Podjął współpracę z pismami literackimi. Na łamach tygodnika „Orka” (1958–1959) ogłosił fragmenty wspomnień o futuryzmie. Zdążył przygotować do druku „Wiersze wybrane” (1958), zbiór opowiadań „W dolinie małej wody” (1958) i tomik wierszy dla dzieci „Wiosenne obrazki” (1959).
Stanisław Młodożeniec zmarł w Warszawie 21 stycznia 1959 roku, pochowany został w alei zasłużonych (grób 93) na cmentarzu Powązkowskim. Żonaty z Wandą Arlitewicz, malarką, miał dwoje dzieci: Zuzannę Bukowską i Jana, grafika i malarza. 
Po śmierci Młodożeńca Tomasz Burek ogłosił „Utwory poetyckie” (1973) obejmujące niemal w całości jego dorobek liryczny. W 1976 roku ukazały się „Opowiadania”, które z pierwodruków prasowych zebrał, opracował i komentarzem opatrzył Wincenty Burek. Ocalała spuścizna literacka Stanisława Młodożeńca znajduje się w zbiorach działu literatury Muzeum Zamkowego w Sandomierzu. Po drugiej wojnie światowej jedna z ulic Sandomierza została nazwana jego imieniem. Jego imię nosi Szkoła Podstawowa w Wilczycach.

## Twórczość

### Poezja
- Kreski i futureski, 1921;
- Kwadraty, 1925;
- Niedziela, 1930;
- Futuro-gamy i futuro-pejzaże, 1934;
- Wiersze wybrane, 1958.

### Proza
- Na Budzeniu, 1937-38;
- W dolinie małej wody, 1958;
- Wiosenne obrazki (utwór dla dzieci), 1959;
- Opowiadania, 1976;
- Sołtysowa obraza; Wyścigi, 2001.

### Dramat
- Wiater: widowisko w 3 aktach z prologiem, 1937;
- Grunwald: słuchowisko w 8 epizodach, 1943 (Wydawnictwo Pojezierze, Olsztyn 1976)

### Publicystyka
- O nowy ład, 1935;
- W Darowie, 1938;
- Koniec cywilizacji papieru. Wybór publicystyki z lat 1933-1939, 2008.

## W kulturze popularnej
- Do tekstu Młodożeńca „Hymn pokoju” zespoły Pidżama Porno i Futurobnia nagrały utwory muzyczne